# Biserica Sfânta Cruce (Giudecca)
Biserica Sfânta Cruce (în italiană Chiesa di Santa Croce) este o biserică romano-catolică din orașul italian Veneția, situată pe insula Giudecca. Ea a făcut parte dintr-o mănăstire benedictină.

## Istoric
Locul pe care se află mănăstirea era în trecut unul mlăștinos și nepotrivit pentru o așezare umană. Cele mai vechi referințe datează din secolul al XIV-lea. În 1328 consiliul orășenesc a acordat aceste locuri la diferite persoane pentru a le face locuibile. În 1330 o mare parte din mlaștinile situate în apropierea mănăstirii San Giorgio Maggiore au fost atribuite mănăstirii Sfânta Cruce reprezentată de stareța Giacomina Paoni, cu obligația de a dărui anual dogelui o pereche de mănuși din piele de capră neagră și de a recupera terenul mlăștinos, extinzând mănăstirea în următorii trei ani.
Având în vedere sărăcia locului, mănăstirea nu a putut beneficia inițial de venituri mari, dar a reușit totuși să se îmbogățească prin diverse donații. În 1435 papa Eugen al IV-lea, patrician venețian, a acordat o indulgență plenară pentru oricine contribuia la depășirea penuriei, iar câțiva ani mai târziu a fost trecută în jurisdicția mănăstirii abația benedictină San Giorgio di Fossano cu dependențele sale, inclusiv Biserica San Cipriano din Sarzano (Rovigo).
Maicile erau cunoscute mai ales pentru virtutea și moralitatea lor, atât de mult încât în 1434 episcopul de Castello San Lorenzo Giustiniani a transferat trei dintre ele la San Servolo pentru a corecta destrăbălarea existentă în mănăstirea locală. Episcopul a încercat să repete experimentul și la Sant'Angelo di Contorta, dar,  neobținând aceleași rezultate fericite, a apelat la Papa Sixt al IV-lea, care, printr-o diplomă, a desființat mănăstirea și a transferat călugărițele la Sfânta Cruce.
Același papă a donat mănăstirii conventul San Domenico din Toscolano, abandonat de dominicani, precum și bisericile Santa Felicita din Romano și San Giorgio din Castelfranco, care aparținuse ieronimiților. Ultima donație a fost realizată de papa Iuliu al II-lea care i-a acordat parohia Santa Maria di Non (aflată actualmente în Curtarolo).
La 28 iunie 1426 a intrat în mănăstire Eufemia Giustiniani, nepoata în vârstă de 17 ani a episcopului Lorenzo Giustiniani, devenit apoi primul patriarh al Veneției și sfânt. Acesta din urmă a vizitat mănăstirea de multe ori și la 11 iunie 1444 și-a numit nepoata ca stareță, succedându-i sorei Paola. Eufemiei i-au fost atribuite evenimente supranaturale sau chiar minuni și mai târziu a fost beatificată.
Când Veneția a fost ocupată de armatele lui Napoleon, mănăstirea a fost închisă și a devenit o casă de corecție care a adăpostit mai multe sute de persoane. A fost transformată apoi într-un depozit de tutun, iar din anii 1960 a devenit sediu subsidiar al Arhivelor de stat din Veneția.

## Imagini

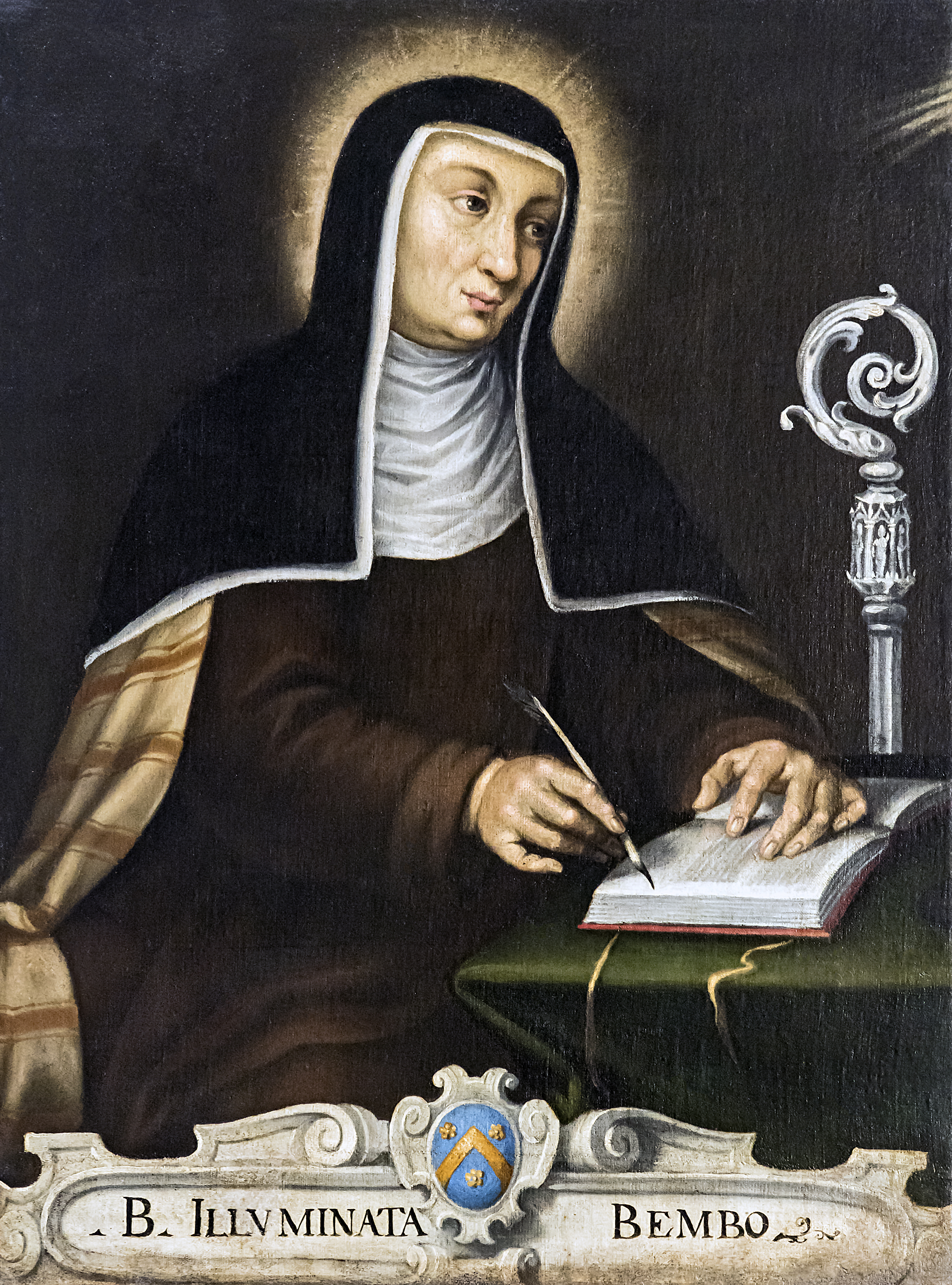
Illuminata Bembo
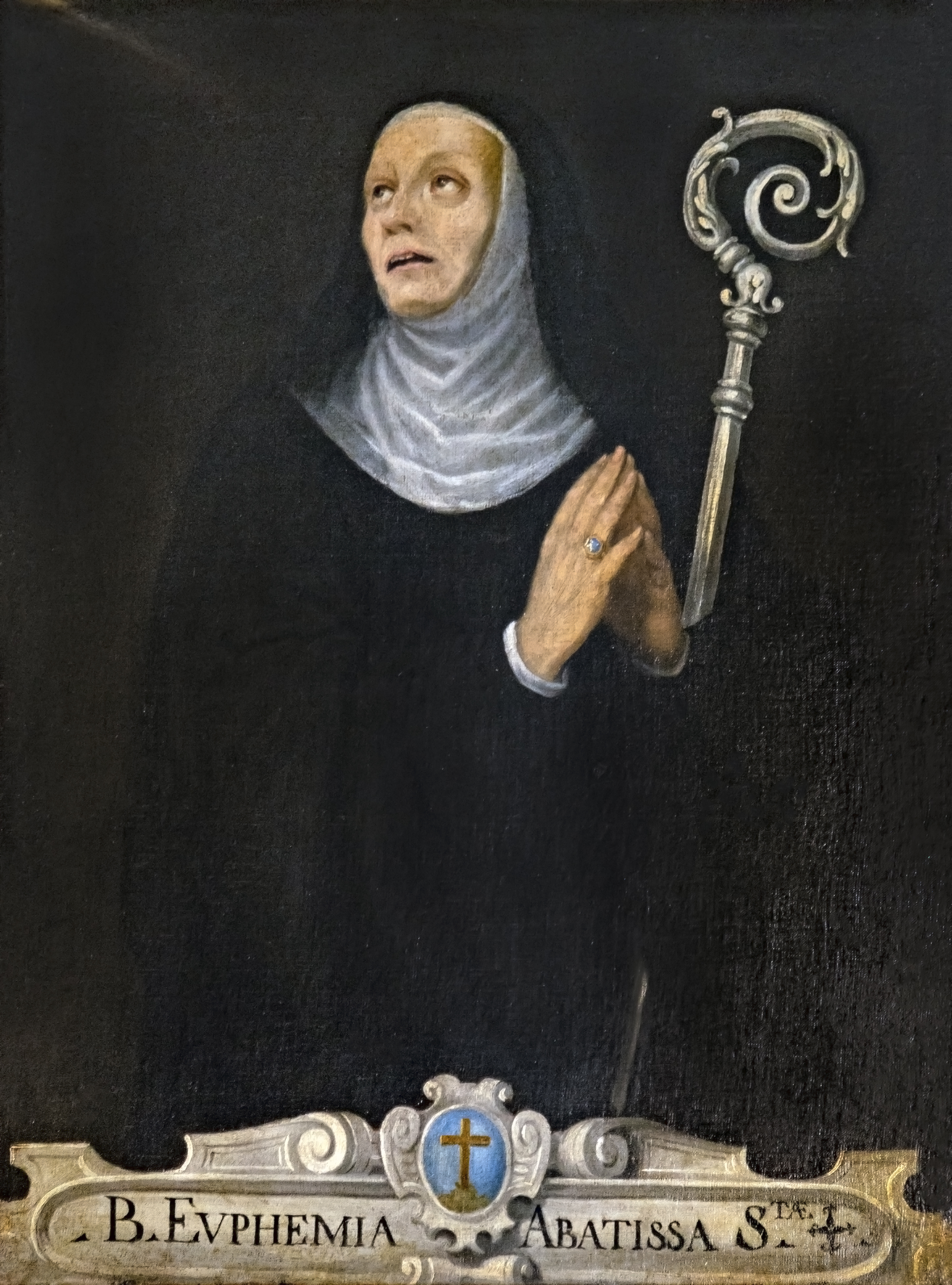
Eufemia Giustiniani